# Seznam zápasů české fotbalové reprezentace 2014
V roce 2014 odehrála česká fotbalová reprezentace celkem osm mezistátních zápasů. Polovina z nich byla kvalifikačních o ME 2016 a zbylá polovina přátelských. Celková bilance činila čtyři výhry, dvě remízy a dvě porážky. Hlavním trenérem mužstva byl Pavel Vrba.

## Přehled zápasů
| 5. března 2014 přátelský |       |                              |                                                              |
| Česko                    | 2 – 2 | Norsko                       | Synot Tip Aréna, Praha diváci: 17 039 rozhodčí: Cüneyt Cakir |
| Rosický 11' Vydra 39'    |       | 21' Elyounoussi 88' Pedersen | Synot Tip Aréna, Praha diváci: 17 039 rozhodčí: Cüneyt Cakir |

| 21. května 2014 přátelský |       |                        |                                                                  |
| Finsko                    | 2 – 2 | Česko                  | Olympic Stadium, Helsinky diváci: 6 547 rozhodčí: Oliver Drachta |
| Pukki 18', 22'            |       | 20' Vydra 36' Hušbauer | Olympic Stadium, Helsinky diváci: 6 547 rozhodčí: Oliver Drachta |

| 3. června 2014 přátelský |       |                                 |                                                                 |
| Česko                    | 1 – 2 | Rakousko                        | Andrův stadion, Olomouc diváci: 10 653 rozhodčí: Pol van Boekel |
| Hořava 42'               |       | 34' Sabitzer 72' Baumgartlinger | Andrův stadion, Olomouc diváci: 10 653 rozhodčí: Pol van Boekel |

| 3. září 2014 přátelský |       |            |                                                           |
| Česko                  | 0 – 1 | USA        | Generali Arena, Praha diváci: 12 624 rozhodčí: István Vad |
|                        |       | 39' Bedoya | Generali Arena, Praha diváci: 12 624 rozhodčí: István Vad |

| 9. září 2014 kvalifikace ME 2016, skupina A |       |             |                                                                |
| Česko                                       | 2 – 1 | Nizozemsko  | Generali Arena, Praha diváci: 17 946 rozhodčí: Gianluca Rocchi |
| Dočkal 22' Pilař 90'                        |       | 55' De Vrij | Generali Arena, Praha diváci: 17 946 rozhodčí: Gianluca Rocchi |

| 10. října 2014 kvalifikace ME 2016, skupina A |        |                      |                                                                   |
| Turecko                                       | 1 – 2  | Česko                | Şükrü Saracoğlu, Istanbul diváci: 35 000 rozhodčí: Jonas Eriksson |
| Bulut 8'                                      | Zpráva | 15' Sivok 58' Dočkal | Şükrü Saracoğlu, Istanbul diváci: 35 000 rozhodčí: Jonas Eriksson |

| 13. října 2014 kvalifikace ME 2016, skupina A |        |                                            |                                                                  |
| Kazachstán                                    | 2 – 4  | Česko                                      | Astana Arena, Astana diváci: 18 000 rozhodčí: Mattias Gestranius |
| Logviněnko 84', 90+1'                         | Zpráva | 13' Dočkal 45' Lafata 56' Krejčí 88' Necid | Astana Arena, Astana diváci: 18 000 rozhodčí: Mattias Gestranius |

| 16. listopadu 2014 kvalifikace ME 2016, skupina A |        |               |                                                             |
| Česko                                             | 2 – 1  | Island        | Doosan Arena, Plzeň diváci: 11 354 rozhodčí: Wolfgang Stark |
| Kadeřábek 45+1' Böðvarsson 61' (vl.)              | Zpráva | 9' Sigurðsson | Doosan Arena, Plzeň diváci: 11 354 rozhodčí: Wolfgang Stark |